# 79

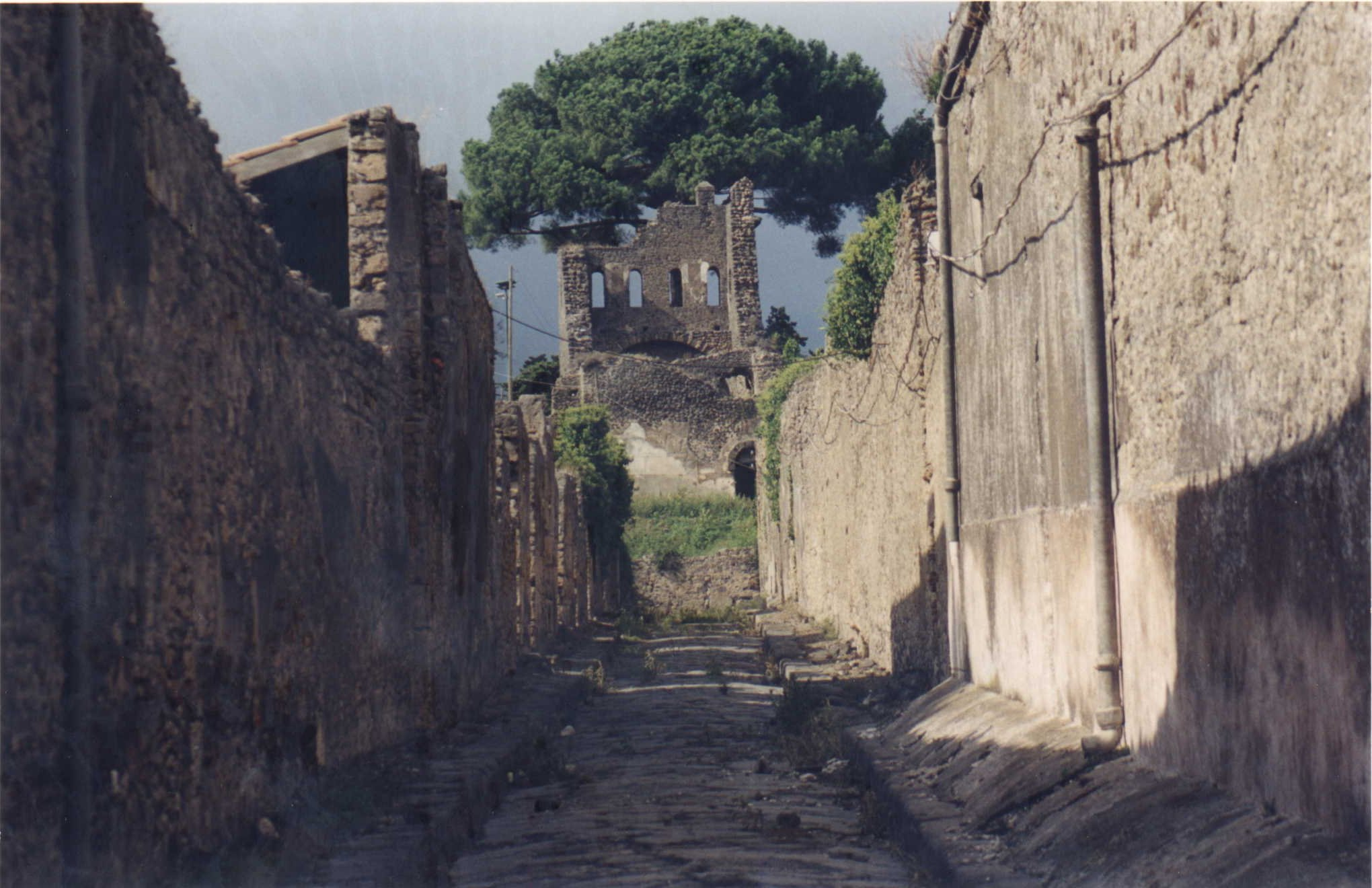
Pompeï

Het jaar 79 is het 79e jaar in de 1e eeuw volgens de christelijke jaartelling.

## Gebeurtenissen

### Italië
- In Rome worden Vespasianus Augustus (negende maal) en Titus Caesar Vespasianus, door de Senaat herkozen tot consul van het Imperium Romanum.
- 23 juni - Vespasianus overlijdt aan een diarreeaanval, zijn laatste woorden zijn: "Ik geloof dat ik een god word."
- 24 juni - Titus (79 - 81) volgt zijn vader Vespasianus op en wordt door de pretoriaanse garde uitgeroepen tot keizer van het Romeinse Keizerrijk.
- Keizer Titus laat de werkzaamheden aan de Domus Aurea (Nero's Gouden Huis) stopzetten en bouwt er thermen over. Het bouwwerk zal tot de 15e eeuw niet meer zichtbaar zijn.
- 24 augustus of 24 oktober[1] - Pompeï, Herculaneum en Stabiae worden door een uitbarsting van de Vesuvius onder een laag van 4 meter vulkanische as en brokstukken (lapilli) bedolven. Ruim 10.000 inwoners komen bij deze natuurramp om het leven. De steden worden zwaar beschadigd door een pyroclastische stroom (geen lava, maar net zo dodelijk en verwoestend).
- De 17-jarige Plinius de Jongere beschrijft de vulkaanuitbarsting in een brief aan Publius Cornelius Tacitus.

## Geboren
- Han Hedi, keizer van het Chinese Keizerrijk (overleden 105)

## Overleden
- 23 juni - Titus Flavius Vespasianus (69), keizer van het Romeinse Keizerrijk
- 24 augustus - Plinius de Oudere, Romeins schrijver en natuurwetenschapper